# Pietro di Giovanni d'Ambrosio
Pietro di Giovanni d'Ambrosio ou d'Ambrosi (Sienne, connu de 1410 à 1449) est un peintre siennois du XVe siècle  formé par Sassetta et ayant produit des retables et des œuvres de dévotions privées, inscrit comme peintre à Sienne en 1427.

## Style
Sa formation auprès de Sassetta (peintre) dans  l'ambiance du Quattrocento siennois le confine dans le style gothique italien.

## Œuvres
Retables
- Saint Bernardin de Sienne, 196 × 89 cm, musée civique de Sienne
- Saint Bernardin de Sienne, Lucignano
- Adoration des bergers entre les saints Augustin et Galgano, 240 × 220 cm, musée d'art sacré, palazzo Corboli, Asciano
- Vierge à l'Enfant en majesté avec les saints Sébastien et Fabian, 135 × 159 cm, monastère d'Ombrone, Castel Nuovo Berardenga
- Étendard de procession, recto Catherine d'Alexandrie en majesté et verso Crucifixion, musée Jacquemart-André, Paris[2]

Polyptyque démembré et dispersé  (1435-1440)
- Vierge à l'Enfant, panneau du centre, tempera et or sur panneau de peuplier, 98 × 53 cm, Brooklyn Museum, New York
- Saint Augustin à gauche, tempera sur bois, 96 × 37 cm, Lindenau-Museum, Altenburg.
- Saint Nicolas  à droite (perdu)
- Trois scènes de la prédelle :
  - Départ de saint Augustin, Staatliche Museen, Berlin
  - L'Entrée à Jérusalem, 26 × 54 cm, musée civique, Parme
  - Naissance de saint Nicolas, Kunstmuseum, Bâle

Œuvres de dévotion privée
- Sainte Ursule, 16 × 28 cm, Sainte Agathe, 27 × 28 cm, fondation Horne, Florence
- Pietà et les Arma Christi, 30 × 23,3 cm,  San Marco, Venise
- La Prédication de saint Barthélemy et La Décapitation de saint Barthélemy, mêmes dimensions de 23,5 × 40,5 cm, musée du Louvre, Paris
- Le Miracle du grain, 26 × 32 cm, gemaldegalerie, Berlin

Attribué
- Vierge à l'Enfant avec des anges, 57 × 43 cm, musée du Louvre